# Puchar Polski 2020-2021
La Puchar Polski 2020-2021 è stata la 67ª edizione della coppa nazionale polacca, organizzata dalla PZPN, iniziata l'8 agosto 2020 e terminata il 2 maggio 2021. Il KS Cracovia era la detentrice del torneo. Il Raków Częstochowa ha vinto il trofeo per la prima volta.

## Turno preliminare
| Squadra 1         | Risultato | Squadra 2            |
| ----------------- | --------- | -------------------- |
| 8 agosto 2020     |           |                      |
| Lech Poznań II    | 3 – 2     | Elana Toruń          |
| Błękitni Stargard | 2 – 0     | Legionovia Legionowo |
| Górnik Polkowice  | 3 – 0     | Gryf Wejherowo       |
| 9 agosto 2020     |           |                      |
| Skra Częstochowa  | 1 - 3     | Stal Stalowa Wola    |

## Primo turno
| Squadra 1                    | Risultato       | Squadra 2           |
| ---------------------------- | --------------- | ------------------- |
| 13 agosto 2020               |                 |                     |
| Ślęza Breslavia              | 2 – 1           | Wigry Suwałki       |
| Świt NDM                     | 1 – 3           | Zagłębie Lubin      |
| Lechia Zielona Góra          | 1 – 4           | Świt Skolwin        |
| Górnik Zabrze                | 3 – 1           | Jagiellonia         |
| 14 agosto 2020               |                 |                     |
| Ruch Wysokie Mazowieckie     | 0 – 2           | Znicz Pruszków      |
| Jaguar Gdansk                | 1 – 4           | Puszcza Niepołomice |
| GKS Bełchatów                | 1 – 6           | Legia Varsavia      |
| 15 agosto 2020               |                 |                     |
| Pniówek Pawłowice Śląskie    | 2 – 3           | Sokół Ostróda       |
| Karpaty Krosno               | 0 – 2           | Stal Mielec         |
| KKS 1925 Kalisz              | 0 – 3           | Korona Kielce       |
| Stal Rzeszów                 | 0 – 1           | Podbeskidzie        |
| Unia Skierniewice            | 0 – 4           | Widzew Łódź         |
| Unia Janikowo                | 1 – 0           | Zagłębie Sosnowiec  |
| Resovia Rzeszów              | 0 – 4           | Piast Gliwice       |
| GKS Tychy                    | 1 – 2           | Wisła Płock         |
| KSZO Ostrowiec Świętokrzyski | 2 – 1           | Wisła Cracovia      |
| Odra Opole                   | 1 – 3           | Lech Poznań         |
| 16 agosto 2020               |                 |                     |
| Błękitni Stargard            | 3 – 3 (4-5 dtr) | Warta Poznań        |
| Chrobry Głogów               | 1 – 2 (dts)     | KS Cracovia         |
| ŁKS                          | 2 – 2 (4-1 dtr) | Śląsk Breslavia     |
| 19 agosto 2020               |                 |                     |
| Stal Stalowa Wola            | 0 – 4           | Lechia Danzica      |
| 21 agosto 2020               |                 |                     |
| Chojniczanka Chojnice        | 1 – 0           | Olimpia Elbląg      |
| 22 agosto 2020               |                 |                     |
| Garbarnia Cracovia           | 1 – 0           | GKS Katowice        |
| Radomiak Radom               | 4 – 0           | Miedź Legnica       |
| Olimpia Grudziądz            | 2 – 0           | Lech Poznań II      |
| Stomil Olsztyn               | 2 – 3           | GKS Jastrzębie      |
| 23 agosto 2020               |                 |                     |
| Górnik Polkowice             | 0 – 5           | Arka Gdynia         |
| Bytovia Bytów                | 0 – 4           | Nieciecza           |
| 25 agosto 2020               |                 |                     |
| Sandecja Nowy Sącz           | 0 – 3           | Raków Częstochowa   |
| 2 settembre 2020             |                 |                     |
| Polonia Nysa                 | 1 – 3           | Górnik Łęczna       |
| Orlęta Radzyń Podlaski       | 0 – 2           | Pogoń Siedlce       |
| Podhale Nowy Targ            | 0 – 5           | Pogoń Stettino      |

## Sedicesimi di finale
| Squadra 1                    | Risultato       | Squadra 2             |
| ---------------------------- | --------------- | --------------------- |
| 30 ottobre 2020              |                 |                       |
| Garbarnia Cracovia           | 1 – 3 (dts)     | Chojniczanka Chojnice |
| Sokół Ostróda                | 1 – 3 (dts)     | Warta Poznań          |
| KSZO Ostrowiec Świętokrzyski | 2 – 3           | Górnik Zabrze         |
| Nieciecza                    | 0 – 2           | Raków Częstochowa     |
| 31 ottobre 2020              |                 |                       |
| Unia Janikowo                | 0 – 2           | ŁKS                   |
| Pogoń Siedlce                | 0 – 1           | Radomiak Radom        |
| 2 novembre 2020              |                 |                       |
| Znicz Pruszków               | 2 – 3           | Lech Poznań           |
| 3 novembre 2020              |                 |                       |
| Ślęza Breslavia              | 0 – 2           | Górnik Łęczna         |
| 4 novembre 2020              |                 |                       |
| GKS Jastrzębie               | 0 – 2           | Puszcza Niepołomice   |
| Arka Gdynia                  | 2 – 0           | Korona Kielce         |
| 14 novembre 2020             |                 |                       |
| Świt Skolwin                 | 0 – 1           | KS Cracovia           |
| 17 novembre 2020             |                 |                       |
| Olimpia Grudziądz            | 0 – 1           | Lechia Danzica        |
| 20 novembre 2020             |                 |                       |
| Wisła Płock                  | 1 – 1 (3-4 dtr) | Pogoń Stettino        |
| 25 novembre 2020             |                 |                       |
| Widzew Łódź                  | 0 – 1           | Legia Varsavia        |
| 1º dicembre 2020             |                 |                       |
| Podbeskidzie                 | 2 – 4 (dts)     | Zagłębie Lubin        |
| 2 dicembre 2020              |                 |                       |
| Stal Mielec                  | 1 – 1 (3-4 dtr) | Piast Gliwice         |

## Ottavi di finale
| Squadra 1           | Risultato       | Squadra 2             |
| ------------------- | --------------- | --------------------- |
| 9 febbraio 2021     |                 |                       |
| Puszcza Niepołomice | 3 – 1           | Lechia Danzica        |
| Warta Poznań        | 0 – 1           | KS Cracovia           |
| ŁKS                 | 2 – 3           | Legia Varsavia        |
| 10 febbraio 2021    |                 |                       |
| Pogoń Stettino      | 1 – 2           | Piast Gliwice         |
| Raków Częstochowa   | 4 – 2           | Górnik Zabrze         |
| 11 febbraio 2021    |                 |                       |
| Zagłębie Lubin      | 0 – 0 (5-6 dtr) | Chojniczanka Chojnice |
| Radomiak Radom      | 1 – 1 (3-4 dtr) | Lech Poznań           |
| 16 febbraio 2021    |                 |                       |
| Arka Gdynia         | 2 – 1           | Górnik Łęczna         |

## Quarti di finale
| Squadra 1             | Risultato | Squadra 2         |
| --------------------- | --------- | ----------------- |
| 2 marzo 2021          |           |                   |
| Puszcza Niepołomice   | 2 – 5     | Arka Gdynia       |
| Lech Poznań           | 0 – 2     | Raków Częstochowa |
| 3 marzo 2021          |           |                   |
| Chojniczanka Chojnice | 0 – 3     | KS Cracovia       |
| Legia Varsavia        | 1 – 2     | Piast Gliwice     |

## Semifinali
| Squadra 1      | Risultato       | Squadra 2         |
| -------------- | --------------- | ----------------- |
| 7 aprile 2021  |                 |                   |
| Arka Gdynia    | 0 – 0 (4-3 dtr) | Piast Gliwice     |
| 14 aprile 2021 |                 |                   |
| KS Cracovia    | 1 – 2           | Raków Częstochowa |

## Finale
| Arbitro: | Paweł Gil |

|                     |           |               |
| Ivi 81’ Tijanić 89’ | Marcatori | 57’ Żebrowski |